# Alt Schwerin
Alt Schwerin è un comune del Meclemburgo-Pomerania Anteriore, in Germania.
Appartiene al circondario della Seenplatte del Meclemburgo ed è parte della comunità amministrativa (Amt) di Malchow.

## Geografia
Alt Schwerin si trova nella regione dei laghi del Meclemburgo, una zona nota per i suoi paesaggi naturali caratterizzati da numerosi laghi, foreste e dolci colline, in prossimità del Parco naturale Nossentiner/Schwinzer Heide e del lago Plauer See.

## Storia
Alt Schwerin ha una lunga storia che risale a diversi secoli fa, con radici agricole profonde. Durante l'epoca feudale, il villaggio era un tipico insediamento rurale dove la vita ruotava attorno alle attività agricole. Dopo la Seconda Guerra Mondiale, con la creazione della Repubblica Democratica Tedesca (Germania Est), l'agricoltura collettiva divenne dominante, e il villaggio divenne sede di cooperative agricole.

## Monumenti e luoghi d'interesse
Il Museo agrario (Agroneum) offre una panoramica sull'evoluzione storica dell'agricoltura nella regione.